# St. Moritz
St Moritz (tiếng Đức: Sankt Moritz, tiếng Romansh: San Murezzan) là một thị trấn nghỉ mát ở thung lũng Engadine ở Thụy Sĩ. Đây là một đô thị ở huyện Maloja thuộc bang Graubünden, Thụy Sĩ. Đỉnh cao nhất trong dãy Đông Alps, Piz Bernina, nằm cách vài km về phía nam thị trấn. Thị trấn này là nơi tổ chức hai kỳ Thế vận hội Mùa đông vào các năm 1928 và 1948.

## Liên kết
- Tư liệu liên quan tới St. Moritz tại Wikimedia Commons
- http://www.stmoritz.ch Official website
- http://www.stmoritz-gemeinde.ch (tiếng Đức) (tiếng Pháp) (tiếng Ý) (Tiếng Romansh) Municipality
- St. Moritz bằng các tiếng Romansh, Đức, Pháp, và Ý trong quyển Từ điển lịch sử Thụy Sĩ.